# Mukopolysaccharidose
Mukopolysaccharidosen (MPS) werden zur Gruppe der lysosomalen Speicherkrankheiten gerechnet.
Sie beruhen auf vererbbaren Störungen des enzymatischen Abbaus der sauren Mukopolysaccharide (Glykosaminoglykane) durch lysosomale Hydrolasen. Die nicht-abgebauten Glykosaminoglykane werden in den Lysosomen gespeichert. Dies führt schließlich zu Störungen des zellulären Stoffwechsels und in schweren Fällen zum Zelltod. Betroffen sind vor allem Gewebe des Skelettsystems, des zentralen Nervensystems, viszeraler Organe, der Haut und der Herzinnenhaut.
Es werden vier Typen von Glykosaminoglykanen gespeichert. Je nach unterschiedlichem Verteilungsmuster und nach klinischen Kriterien lassen sich dabei verschiedene Hauptformen der Mukopolysaccharidosen unterscheiden, die wiederum in verschiedene Subtypen unterteilt werden.
Diese Subtypen bezeichnen entweder verschiedene klinische Erscheinungsbilder desselben Enzymdefektes (z. B. leichte und schwere Form eines Morbus Hunter) oder aber unterschiedliche biochemische Defekte eines klinischen Erscheinungsbildes (z. B. Morquio A und B).
Bei fast allen Typen gibt es schwere und leicht (attenuiert) verlaufende Formen. Eine Zuordnung ist nur möglich durch den klinischen Verlauf und die Geschwindigkeit, mit der die Krankheit fortschreitet.

## Einteilung
Aktuell werden sieben Typen unterschieden, mit bekannten Mutationen an elf verschiedenen Enzymen:
| Typ      | Variante                                      | Variante                                      | Klinische Merkmale | Defektes Enzym                                 |
| -------- | --------------------------------------------- | --------------------------------------------- | --- | ---------------------------------------------- |
| MPS I-H  | Morbus Hurler (auch Hurler-Pfaundler-Syndrom) | Morbus Hurler (auch Hurler-Pfaundler-Syndrom) | Gesichts-Dysmorphie (Gargoylismus), kognitive Retardierung, Skelettfehlbildung (Dysostose; Kyphose/Gibbus), Hornhauttrübung, Kleinwuchs, Hernien, Hepatomegalie, Herzklappenfehler | α-L-Iduronidase                                |
| MPS I-S  | Morbus Scheie                                 | Morbus Scheie                                 | geistig nicht eingeschränkt, Hernien, Gelenkkontrakturen, Skelettfehlbildung (Dysostose), Hornhauttrübung, Herzklappenfehler                                                       | α-L-Iduronidase                                |
| MPS IH/S | Hurler/Scheie-Variante                        | Hurler/Scheie-Variante                        | geistig zwischen I-H und I-S, Hernien, Gesichts-Dysmorphie, Hornhauttrübung, Hepatomegalie, Herzklappenfehler                                                                      | α-L-Iduronidase                                |
| MPS II   | Hunter-Syndrom                                | Hunter-Syndrom                                | mäßige kognitive Retardierung, Skelettfehlbildung (Dysostose), erhebliche somatische Veränderungen, frühe Gehörlosigkeit                                                           | Iduronat-2-Sulfatase                           |
| MPS III  | Sanfilippo-Syndrom                            | Typ A                                         | kognitive Retardierung, Dysmorphie, Hornhauttrübung kann fehlen, häufig Schwerhörigkeit, rasches Voranschreiten                                                                    | Heparansulfatsulfamidase                       |
| MPS III  | Sanfilippo-Syndrom                            | Typ B                                         | kognitive Retardierung, Dysmorphie, Hornhauttrübung kann fehlen, häufig Schwerhörigkeit, rasches Voranschreiten                                                                    | α-N-Acetylglukoseamidase                       |
| MPS III  | Sanfilippo-Syndrom                            | Typ C                                         | kognitive Retardierung, Dysmorphie, Hornhauttrübung kann fehlen, häufig Schwerhörigkeit, rasches Voranschreiten                                                                    | Acetyl-CoA: α-Glukosaminid-N-Acetyltransferase |
| MPS III  | Sanfilippo-Syndrom                            | Typ D                                         | kognitive Retardierung, Dysmorphie, Hornhauttrübung kann fehlen, häufig Schwerhörigkeit, rasches Voranschreiten                                                                    | N-Acetylglukosamin-6-Sulfat-Sulfatase          |
| MPS III  | Sanfilippo-Syndrom                            | Typ E                                         | kognitive Retardierung, Dysmorphie, Hornhauttrübung kann fehlen, häufig Schwerhörigkeit, rasches Voranschreiten                                                                    | N-Sulfoglukosamin-3-O-Sulfat-Sulfatase         |
| MPS IV   | Morbus Morquio                                | Typ A                                         | übliche kognitive Entwicklung, Skelettfehlbildung (Dysostose) sehr ausgeprägt, Hornhauttrübung                                                                                     | N-Acetyl-Galaktosamin-6-Sulfat-Sulfatase       |
| MPS IV   | Morbus Morquio                                | Typ B                                         | ähnlich Typ A, jedoch mit milderem Verlauf | β-Galactosidase                                |
| MPS V    | jetzt: Typ I-S, s. o.                         | jetzt: Typ I-S, s. o.                         | |                                                |
| MPS VI   | Maroteaux-Lamy-Syndrom                        | Maroteaux-Lamy-Syndrom                        | übliche kognitive Entwicklung, schwere Skelettfehlbildung (Dysostose), Hornhauttrübung, Minderwuchs                                                                                | N-Acetylgalactosamin-4-sulfat-Sulfatase        |
| MPS VII  | Sly-Syndrom                                   | Sly-Syndrom                                   | mäßige Dysmorphie und Skelettfehlbildungen, Hornhauttrübung, übliche bis eingeschränkte Intelligenz                                                                                | β-Glucuronidase                                |
| MPS IX   | Natowicz-Syndrom                              | Natowicz-Syndrom                              | Kleinwuchs, periartikuläre Weichteilschwellungen | Hyaluronidase                                  |

Nachdem sich herausstellte, dass der ursprüngliche Typ V dasselbe Enzym wie Typ I betraf, jedoch mit deutlich langsamerem Verlauf, wurde es als Typ I-S (Morbus Scheie) dem Typ MPS I zugeordnet und die Nummer wurde im Folgenden nicht neu vergeben.
Ursprünglich wurde auch ein Typ VIII beschrieben. 1978 fand eine Arbeitsgruppe um N. DiFerrante bei einem fünfjährigen Jungen einen Mangel an dem Enzym N-acetylglucosamine-6-sulfate sulfatase. Die Arbeitsgruppe musste jedoch 1980 berichten, dass dieses Enzym normal vorhanden war und vermutlich Betrug vorlag. Sie zog die vorherigen Publikationen zurück, aber ein Typ VIII wurde ebenfalls nicht mehr neu vergeben.

## Symptome
Die Symptome variieren je nach Typ der Mukopolysaccharidose. Bei Geburt sind die Kinder zunächst unauffällig. Fast alle Typen gehen mit einer Beteiligung des Skeletts und entsprechender Verformung der Knochen, Verkürzungen der Sehnen und Bänder an den Gelenken (Kontrakturen), Kleinwuchs und vergrößerten Gesichtszügen einher. Die Speicherung führt auch meist zu einer ausgeprägten Vergrößerung der Leber (Hepatomegalie). Je nach Typ tritt ein fortschreitender Abbau von geistigen Fähigkeiten ein. Es kann zu Trübungen der Hornhaut und Taubheit kommen. Viele Kinder mit einer Mukopolysaccharidose haben Bauchwand- und Nabelbrüche und häufig wiederkehrende Atemwegsinfekte.

## Diagnose
Die Diagnose wird zuerst durch den Nachweis einer erhöhten Ausscheidung der Glykosaminoglykane im Urin gestellt. Die Erhöhung fällt bei den Typen III und IV manchmal so gering aus, dass grobe Suchtests hier unauffällig sein können. Bei entsprechendem Ausscheidungsmuster kann dann eine Bestimmung der Aktivität des entsprechenden Enzyms in weißen Blutkörperchen (Leukozyten) oder in Fibroblasten, auch als einfache Trockenbluttestung, den Verdacht bestätigen.
Sowohl für die Messung der Enzymaktivität als auch für die genetische Analyse steht heute ein einfach in den Praxisalltag integrierbarer Trockenbluttest (Dried Blood Spot, DBS) zur Verfügung: Dafür werden einige Tropfen Blut auf eine Trockenblutkarte aufgetropft. Nachdem sie getrocknet sind, wird die Karte per Post an ein spezialisiertes Labor geschickt. Dort wird das Blut wieder aus der Filterkarte herausgelöst und für die folgenden Tests aufbereitet.
Zur Bestimmung der Enzymaktivität wird zu einer definierten Menge Blut eine definierte Menge Substrat dazugegeben. Nach einer bestimmten Zeit wird z. B. per Massenspektroskopie analysiert, wie viel Produkt durch die Enzymreaktion entstanden ist. Hieraus lässt sich schließen, wie aktiv das Enzym ist. Um die Verlässlichkeit der Messwerte zu gewährleisten, ist es wichtig, dass ein zertifizierter Assay verwendet wird.
Für die genetische Analyse wird das Gen mit dem fehlenden Enzym sequenziert. Beide Tests – die Messung der Enzymaktivität und die genetische Analyse – können (je nach Labor) aus dem Material einer Trockenblutkarte erfolgen.

## Therapie
Da es sich um angeborene erblich bedingte Erkrankungen handelt, ist eine ursächliche Therapie bisher nicht möglich, obwohl es auch für die Mukopolysaccharidosen Forschungsansätze für eine Gentherapie gibt. Für einzelne Typen existiert eine Enzymersatztherapie. Gesicherten Nutzen zeigte die Iduronidase-Behandlung, wenn sie vor Einsetzen der Symptome begann. Auch von einer rechtzeitigen Stammzelltransplantation können Patienten mit bestimmten Mukopolysaccharidose-Typen profitieren. Dabei ist Voraussetzung, dass die übertragenen Blutzellen ohne Enzymdefekt sind und die Glykosaminoglykane abbauen können.
2003 wurde Laronidase (Handelsname: Aldurazyme) als Langzeit-Enzymersatztherapie für MPS-I-Patienten zur Behandlung der nicht-neurologischen Manifestationen zugelassen.
Im August 2018 wurde Vestronidase alfa (Handelsname: Mepsevii; Hersteller: Ultragenyx) als Enzymersatztherapie zur Behandlung nicht-neurologischer Krankheitsanzeichen der Mukopolysaccharidose VII (MPS VII; Sly-Syndrom) zugelassen. Mepsevii wurde bereits im November 2017 durch die U.S. Food and Drug Administration (FDA) für die Behandlung von Kindern und Erwachsenen mit MPS VII zugelassen.